# Гвоздев, Иван Владимирович
Ива́н Влади́мирович Гвоздев (11 января 1908, д. Колошино, Тверская губерния — 7 августа 1938, сопка Заозёрная) — Герой Советского Союза, участник боёв у озера Хасан.

## Биография
Иван Владимирович Гвоздев родился 11 января 1908 года в деревне Колошино Ржевского уезда.
Окончив начальную школу, стал рабочим на станции Чертолино Ржевского района Калининской области, а потом работал председателем райпотребсоюза города Сычёвка в Смоленской области.
В ряды РККА И. В. Гвоздева призвали в 1930 году, в этом же году вступил в ВКП(б).
Окончив полковую школу, Иван Владимирович Гвоздев служил химинструктором.
В 1933 году, после окончания Полтавской военно-политической школы И. В. Гвоздев стал армейским политработником.
Летом 1938 года политрук И. В. Гвоздев занимал должность заместителя начальника политотдела 40-й стрелковой дивизии, выполнял обязанности секретаря дивизионной партийной школы.
3—7 августа 1938 года в боях у озера Хасан И. В. Гвоздев воевал вместе с красноармейцами 96-го стрелкового полка 40-й стрелковой дивизии. Совместно с командиром роты он умело управлял боем своей роты при наступлении на сопку Пулемётная Горка.
В ходе первой атаки японских позиций красноармейцы сбили охранение противника, но были встречены винтовочно-пулемётным огнём и залегли. Предпринятая затем контратака японцев была отражена, под огнём советской пехоты японские солдаты залегли за камнями. И. В. Гвоздев обнаружил и забросал гранатами одну из спрятавшихся за скальными обломками групп японских солдат, после чего поднял красноармейцев во вторую атаку.
Лично уничтожил огневую точку противника.
7 августа 1938 года во время сражения за сопку Заозёрная И. В. Гвоздев одним из первых ворвался в японские траншеи. В этом же бою он погиб.
Похоронен в братской могиле на поле боя.
Указом Президиума Верховного Совета СССР от 25 октября 1938 года за героизм и мужество, проявленные в боях с японскими милитаристами, И. В. Гвоздеву было посмертно присвоено звание Героя Советского Союза. В Оленино, на площади Победы, имя И. В. Гвоздева увековечено на одном из памятных знаков, посвященным Героям Советского Союза — уроженцам Оленинского района.

## Память
В честь И. В. Гвоздева названы село, станция и школа в Хасанском районе Приморского края. Там же установлен памятник.

## Награды
- Медаль «Золотая Звезда»[1]
- Орден Ленина[1]